# 禰衡
禰 衡（でい こう、あるいは「ねい こう」とも）は、中国後漢末期の人物。字は正平。青州平原郡般県の出身。

## 経歴
『後漢書』禰衡伝によると、若い頃から並外れて恵まれた才能をもっていたが、それを鼻にかけて傲岸不遜な態度をとり、かつ奇矯な言動が多い上に、しかも桁外れで徹底していた。「少ク（わかく）シテ才弁アリ。而シテ（しかして）尙氣剛傲（しょうきごうごう）ニシテ矯ヲ好ム」とあり、『三国志』の注『平原禰衡伝』には、「才ヲ恃ミテ（たのみて）傲逸（ごういつ）ス」とある。
興平年間、荊州に避難した。196年（建安元年）、24歳の時に遷都されたばかりの許に上京した。しかし、名刺を作ったものの、誰とも交わったり面会しようとしなかった。ある人が「なぜ陳長文（陳羣）や司馬伯達（司馬朗）のところへあいさつに行かないのか」と尋ねると「卿は豚殺しや酒売り（のような卑しい連中、の意）のところに私を行かせるつもりか」と断った。また「今の許で、一番ましなのは誰か」と訊かれると、「年長者では孔文挙（孔融）、年少者では楊徳祖（楊修）がいる」と答えた。さらに「曹公（曹操）・荀令君（荀彧）・趙盪寇（趙融）は皆、世に抜きん出た人物ではないか」と畳みかけられると、禰衡は「曹操はそんなに大した人物ではない」と答えた。さらに「文若（荀彧）は弔問に行くのが、稚長（趙融）は厨房で客を接待するのがお似合いだ」と言った。つまり、荀彧は見てくれだけだし、趙融は食いしん坊のデブだという意味である。
人々はこれを聞いて切歯扼腕し、要らぬ憎しみを買ったという。しかし、その言動のおかげか、禰衡は許で一躍名士となった。
このように、才能を鼻にかけて傲慢な態度をとったうえ、他人の評価に対しては酷評を行なったため、人々から憎まれた。ただ、孔融だけは禰衡を高く評価し、曹操にも推薦していた。しかし、孔融の推薦を受けても、禰衡は自分は発狂したと仕官を断ってしまった。しかし曹操は彼の才能を重んじていた上、孔融のべた褒めを聞かされていたので殺そうとはしなかった。
曹操は禰衡が太鼓を叩くのが上手いと聞き、演奏するように命じると、禰衡は応じた。禰衡は漁陽參撾という打法を披露し、見事な腕前で人々を感動させた。太鼓打ちには間違えると服を着替えるという習わしがあり、担当の役人が早速間違いを指摘すると、禰衡はその場で悠々素っ裸になって着替えて見せ、顔色一つ変えなかった。そのため曹操が「（禰）衡に恥をかかせようとしたのに、わしがかえって衡に恥をかかされた」と笑ったという逸話もある。
禰衡はその後、孔融の強い勧めで仕方なくもう一度曹操に面会したが、このときに曹操を怒らせてしまった。以下『後漢書』の話。
禰衡が来ると知った曹操は、門番に対し上機嫌で「客が来たらすぐ通せ」と伝え、禰衡の来訪を心待ちに待った。ところが禰衡は、粗末な服装に杖を持って曹操宅の門前まで来ると、どかりと腰を下ろし杖を叩きながら、曹操に対する悪口を並べ立てた。このため、門番が曹操のところにやってきて「気狂いが一人、門前で不届きな発言をしております」と注進した。曹操はそれが禰衡だと分かるや否や、本気で腹を立て「禰衡ハ豎子（じゅし、小僧という意味）ナリ。孤（われ）、コレヲ殺スハ、雀鼠ノ如キナルノミ。顧ミルニ、コノ人モトヨリ虚名アリ。遠近、孤、コレヲ容ルル能ワズト謂ワン（おもわん）トス。今、送リテ劉表ニ与エイカニスベキカヲ視ン」と言った。
つまり曹操は、禰衡には虚名があるから、殺せば度量のない人間と思われるだろうと考え、荊州の劉表の元へ体よく追い出したのである。後に孔融・楊修を殺した曹操も、この時ばかりは自らの手で殺すのを躊躇ったのである。
送別の宴では「禰衡はさんざん無礼な真似をしたから、（あいさつのために）やって来ても起きずに寝たふりをしてやろう」と皆で示し合わせた。禰衡はやって来るといきなり泣き出した。他の者から、なぜ泣くのかと聞かれると「座しているのは棺桶、伏しているのは屍だ。棺桶と屍の間を通るのだから、どうして悲しまずにいられようか」と、狸寝入りを皮肉って見せた。
劉表の元では文才を発揮し、また劉表に対しては下手に出た。しかし、その配下に対しては傲慢な態度をとったうえ、酷評を行なったため、劉表配下の面々からは恨まれた。このため、讒言により劉表の不興を買って遠ざけられた。また、魚豢が劉表からかつて聞いた話として、劉表が孫策への手紙を書いて禰衡に見せたところ「これを孫策の部下たちに読ませるつもりですか、張子布（張昭）にでも見せるのですか」といい、一笑に付したという。
後に、劉表配下の黄祖の子の黄射と友人になり、黄射の仲介で黄祖と出会った。黄祖は禰衡をはじめ高く評価したが、次第に禰衡が傲慢な態度をとるようになったため、遂に堪忍袋の緒が切れた。そのため部下に禰衡の処刑を命じ、その部下も禰衡を恨んでいたので、早速殺してしまった。禰衡は死の直前まで黄祖を罵り続けた。黄祖は禰衡を殺したことを後に悔いたという。
彼の死後、黄射は彼の遺体を鸚鵡洲という長江の中洲（現在の湖北省武漢市漢陽区）に埋葬した。

## 創作に見る禰衡
小説『三国志演義』では、『平原禰衡伝』の記述を膨らませ、曹操配下の者を軒並み舌鋒でなで切りにしている。また、第三者への台詞ではなく、曹操に呼ばれた場で、配下に対して直接批判する内容になっている。そこでは荀彧への評に続いて（趙融への評は削除されている）、「荀攸は墓守、程昱は門番、郭嘉は文章の読み上げ、張遼は太鼓叩き、許褚は牛馬の番人、楽進は詔の読み上げ、李典は書類の伝令、呂虔は刀鍛冶、満寵は酒粕喰らいが適任だ。于禁は左官屋、徐晃は屠殺業（肉屋）、夏侯惇は完体将軍（彼は隻眼だった、完体とは五体満足の事で筋、脈、肉、骨、毛を指すので眼は数えない）、曹子孝（曹仁）は銭取り太守（これは曹洪の誤りである）、あとの者はただ服を着て無為に呑み食いをしているだけの連中だ」と罵り、曹操はもちろん、配下たちの怒りを買うことになる。そして、地位のある者には卑しいとされた太鼓叩きを命じられ、見事な腕前で人々を感動させる。そして着替えを命じられると「私の体は潔白だ、貴方のように汚れてはいない」とその場で素っ裸になり、悠々と着替えをして見せている。
その後、曹操に厄介払いとして劉表のところに追い出され、さらに黄祖の元へ左遷されるのは基本的に史実通り。黄祖は禰衡に「あなたは社の神だ。供え物や賽銭ばかりとって、他人には何の利益も与えていない」といわれ、激昂し斬り殺している。
また、曹操は禰衡の死を知り「変人らしい最期だ」と笑ったことになっている。
しかし「曹操を正面から罵倒した男」として中国では民衆の人気が高く、京劇では「打鼓罵曹（撃鼓罵曹とも）」の演目で、曹操に呼ばれた場面が上演されている。
明の徐渭の戯曲『狂鼓史』には死後天界へ上がって修文院舎人になったとある。修文院舎人とは天界の図書館長のようなもので、小説『平妖伝』ではこの話をタネに、如意宝冊を盗んだ罪で捕らえられた袁公が、色々と弁解するのを聞いて同情する役で登場するのだが、心の内でこう呟くシーンがある。「私が劉表から罪を得たのも、孫策への一通の手紙のためだ」この記述はもちろん三国志にはないし、孫策も無関係で、登場する理由も不明である。あるいは、劉表が孫策への手紙を禰衡に見せた逸話から派生したのかもしれない。